# مستشار اتحادي
المستشار الاتحادي (باللاتينية: cancellarius) هو لقب يطلق على مناصب رسمية مختلفة في حكومات العديد من البلدان. كان المستشارون الأصليون هم cancellarii في محاكم العدل الرومانية - حراس، كانوا يجلسون على cancelli (ستائر شبكية) في البازيليكا (قاعة المحكمة)، والتي كانت تفصل القاضي والمستشار عن الجمهور. يُطلق على مكتب المستشار اسم مستشارية أو مستشارية. تُستخدم الكلمة الآن في ألقاب العديد من الضباط المختلفين في مختلف البيئات (الحكومة والتعليم والدين). في الوقت الحاضر، يُستخدم المصطلح غالبًا لوصف:
- رئيس الحكومة
- الشخص المسؤول عن الشؤون الخارجية
- الشخص الذي لديه واجبات تتعلق بالعدالة
- الشخص المسؤول عن القضايا المالية والاقتصادية
- رئيس الجامعة